# Medio Atrato
Medio Atrato é um município da Colômbia, localizado no departamento de Chocó.